# -li
Das schweizerdeutsche und südbadische Suffix -li (gesprochen [lɪ]) ist ein Diminutivaffix und verkleinert ein Substantiv (vgl. Diminutiv) oder manchmal auch andere Wörter wie beispielsweise Pronomina. Funktional entspricht es grundsätzlich dem hochdeutschen -chen/-lein.
Andere Lautvarianten sind das schwäbische und in Teilen des Mittelalemannischen, Südbairischen und Südfränkischen vorkommende -le, das elsässische, südfränkische, rheinfränkische, nordbairische, thüringische, obersächsische und teilweise schlesische -el, das ostfränkische, nordbairische und teilweise schlesische -la sowie das bairisch-österreichische -l.

## Herkunft
-li bzw. hochdeutsch -lein entwickelte sich aus der Verbindung des althochdeutschen Suffixes -al, -il (vgl. etwa ahd. fogal «Vogel», leffil «Löffel») mit dem althochdeutschen Verkleinerungssuffix -īn und verselbständigte sich als neues, eigenständiges Suffix, indem es auf Wörter übertragen wurde, die ursprünglich kein l-Suffix besassen (vgl. etwa ahd. hūsilin «Häuslein»).

## Formen und grammatisches Geschlecht
-li kennt je nach Mundart, Affektionsgrad oder Wort auch die Varianten -eli, -ili.
Regionale, ganz überwiegend alpin- und voralpinschweizerdeutsche Varianten, die sprachgeschichtlich letztlich auch auf -li zurückgehen, sind -ji, -je, -elti, -etli, -ti, -tschi. Diese Suffixe entstanden einerseits aus speziellen artikulatorischen und silbenstrukturellen Gründen in einem durch germanisch-romanische Sprachmischung charakterisierten Umfeld und gründen anderseits in der Verschmelzung zweier schon vorhandener Suffixe beziehungsweise auf Verschmelzung von Wortauslaut und Suffix mit anschliessender morphologisch falscher Ablösung. Beispiele für diese Typen sind etwa Hundji, Hundi «Hündchen», Vogelti «Vöglein», Chuotschi «Kühlein», Alpelti/Alpetli «kleine Alp». Bis ins Mittelland vorgestossen ist der -tschi-Typus im Fall von bern- und luzerndeutsches Meitschi «Mädchen» und Müntschi «Kuss»; in einem noch grösseren geographischen Raum findet er sich auch in Namen wie Rüetschi zu «Rudolf». Überhaupt verbreitet schweizerdeutsch sind schliesslich semantisch verselbständigte Diminutive auf -i, einer Endung, die nicht auf althochdeutsch -ilīn, sondern auf althochdeutsch -īn zurückgeht, beispielsweise in Ändi «Ende».
Die Diminutive auf -li sind gewöhnlich sächlich. Ausnahmen bilden die Ableitungen zu Ruf- und Familiennamen, etwa de(r) Hansli «Hänschen» oder en Bünzli «ein Kleinbürger», sowie vereinzelte weitere Wörter wie die gewöhnlich männlichen Peeterli «Petersilie» und Röteli «Kirschenlikör aus Graubünden», ferner das nur lokal bezeugte scherzhafte Durli «Durchfall», das das männliche Geschlecht des Grundworts behält, sowie nicht selten auch Egli «Flussbarsch», neben dessen älterem neutralem Genus ein jüngeres maskulines steht.

## Gebrauch bei Substantiven

### Wortbildung
Das Suffix zieht – soweit lautlich überhaupt möglich – meist Umlautung des Stammvokals des Grundwortes, das es diminuiert, nach sich:
- /a/ > /ä/: Männli «Männchen» zu Maa «Mann»
- /a/ > /e/: Negeli «Nägelchen» zu Nagel «Nagel»
- /ä/ = /ä/: Wäägli «Weglein» zu Wääg «Weg»
- /i/ = /i/: Wyybli «Weiblein» zu Wyyb «Weib»
- /iə̯/ = /iə̯/: Tierli «Tierlein» zu Tier «Tier»
- /o/ > /ö/: Röösli «Röschen» zu Roos(e) «Rose»
- /u/ > /ü/: Müüsli «Mäuschen» zu Muus «Maus»
- /uə̯/ > /üə̯/: Müesli «Müslein» zu Mues «Mus»
- /ü/ = /ü/: Füürli «Feuerchen» zu Füür «Feuer»

Wörter auf -le und -i sowie in manchen Fällen solche auf -e bilden ein Diminutiv auf -eli (das nicht zu verwechseln ist mit dem -eli, -ili, das in einigen Mundarten generell statt -li gebildet wird):
- Chügeli «Kügelchen» zu Chugle «Kugel»
- Byygeli «kleiner Stapel» zu Byygi «Stapel, Beige»
- Kässeli «Sparbüchse» zu Kasse «Kasse, Sparkasse»

Wörter auf -el bilden ein Diminutiv auf -i (das nicht zu verwechseln ist mit dem -i, das in einigen Mundarten generell statt -li gebildet werden kann):
- Tüüfeli «Teufelchen» zu Tüüfel «Teufel»

Können -li und -eli nebeneinander stehen, so ist letzteres mit grösserer Affektion (Zärtlichkeit) verbunden:
- Mäitli «Mädchen» gegenüber Mäiteli «(herziges) Mädchen»
- Hündli «kleiner Hund» gegenüber Hündeli «(lieber) kleiner Hund»

Variation mit oder ohne Umlautung – oft je nach Region und/oder mit Bedeutungsnuancen – findet sich etwa bei
- Hundeli/Hündli «Hündchen» zu Hund «Hund»
- Puurli/Püürli «Bäuerlein, Kleinbauer» zu Puur «Bauer»

Umlautlose Varianten sind oft mit grösserer Affektion verbunden:
- Chueli «(herziges) Kühlein» gegenüber Chüeli «kleine Kuh»
- Hundeli «(herziges) Hündchen» gegenüber Hündli «kleiner Hund»
- Puurli «(liebenswürdiger) Kleinbauer» gegenüber Püürli «Kleinbauer»

Gelegentlich sind die Differenzierungen semantisch relevanter:
- Manndli «Männlein» gegenüber Männdli «kleiner Mann; Tiermännchen»
- Schachteli (früher) «Schachtel für das Schreibzeug» gegenüber Schächteli «kleine Schachtel»

Semantisch verselbständigt sind in der ganzen Deutschschweiz vertretene Diminutive auf -i, die nicht auf althochdeutsch -ilĩn, sondern -īn zurückgehen, etwa
- Ääri «Ähre» zu (maskulinem) Äher, Äär «Ähre»
- Ändi «Ende (bspw. eines Bindfadens)» zu Änd «Ende»
- Bäsi «weibliche Verwandte» zu Baas «Tante; weibliche Verwandte überhaupt»
- Chüni/Chini «Kinn» (Grundwort nicht mehr vorhanden)
- Hirni «Hirn» (Grundwort nicht mehr vorhanden).
- Rippi «Rippe» zu Ripp «Rippe»

Synchron schliessen sich hier Diminutive der Kindersprache an, etwa
- Bibi «Hühnchen, Küken» (nach dem Piepsen der Küken)
- Büsi «Kätzchen» (zum Lockruf bus-bus)
- Zizi «Kätzchen» (zum Lockruf zi-zi)

### Pluralbildung
In den alemannischen Dialekten des Schweizer Mittellands, den meisten der Voralpen und manchen der Alpen (Urkantone, Glarus, Graubünden) sind die Formen von Einzahl und Mehrzahl identisch: e(s) Vögeli, zwei/zwöi Vögeli «ein Vögelchen, zwei Vögelchen». Viele Dialekte kannten jedoch noch bis ins 20. Jahrhundert im Dativ Plural eine besondere Form auf -ene, beispielsweise de Vöglene «den Vögelchen».
In der südwestlichen Deutschschweiz kennen die Dialekte hingegen eine Differenzierung von Einzahl und Mehrzahl (und innerhalb der Mehrzahl oft auch von Nominativ/Akkusativ und Dativ). So heisst es beispielsweise im Berner Simmental, im Berner Haslital, im freiburgischen Sensebezirk und im freiburgischen Jaun Vögeli (Singular) – Vögeleni (Nominativ/Akkusativ Plural), Vögelene (Dativ Plural, bzw. im Haslital -enen; besondere Dativform fehlt im Sensebezirk), und im Walliser Visperterminen sowie überhaupt im Wallis heisst es Redli «Rädlein» – Redlini (Nominativ/Akkusativ Plural) – Redlinu (Dativ Plural).

### Bedeutung
Funktionen sind Verkleinerung, Vereinzelung, Affektion/Wertschätzung, Geringschätzung/Herabsetzung sowie Verniedlichung. Daneben kommen funktionslose Diminutiva vor.
- Verkleinerung: Büechli «kleines Buch»
- Vereinzelung: Chörnli «einzelnes Korn», Erbsli «einzelne Erbse», Gresli «einzelnes Gras», Häärli/Höörli «einzelnes Haar»
- Wertschätzung / Herabsetzung: Puurli «liebenswürdiger oder aber gering geschätzter Kleinbauer», Bappeli «liebenswürdiges oder aber leicht vertrotteltes Väterchen», Buebetrickli «Täuschungsmanöver im Eishockey, auch politischer Winkelzug», Gschäftli «fragwürdiges Geschäft», Kantönligeist «Kirchturmpolitik»
- Verniedlichung: Rüüschli «kleiner Rausch», Ämtli «regelmässige Aufgabe (besonders für Kinder, aber auch für Erwachsene)», es Glesli Wyy «ein Glas Wein»
- Funktionslos: Lyybli «Leibchen», Zündhölzli «Streichholz», Widli «Bindereis»

Das Diminutiv kann auch bedeutungsmässig verselbständigt sein, etwa bei
- Chätzli «Blütenkätzchen», zu Chatz «Katze» (da sie ein ähnlich weiches «Fell» aufweisen)
- Gipfeli «Hörnchen, Croissant», zu Gipfel «Bergspitze; oberster Teil einer Pflanze; gekrümmtes Gebäck (Nuss-, Vanillegipfel)»
- Glesli «Hyazinte», zu Glaas «Glas» (nach den kelchförmigen Blüten)
- Gstältli «Teil der Frauentracht; Teil gewisser Sportausrüstungen», zu Gstalt «Gestalt»
- Häntscheli «Schlüsselblume», zu Häntsche «Handschuh» (dem sie gleichen)
- Hüüsli «Toilette», zu Huus «Haus» (da früher als eigenes Häuschen im Freien stehend)
- Lyybli «Leibchen», zu Lyyb «Leib»
- Mäieryysli «Maiglöckchen», zu Ryys «(das) Reis»
- Müesli «Frühstücksflocken mit Früchten», zu Mues «Mus, Brei»
- Müüsli «Salbei», zu Muus «Maus» (da gebackene Salbeiküchlein wie Mäuschen aussehen)
- Nägeli «Nelke», zu Nagel «Nagel» (da wie ein kleiner Nagel aussehend)
- Rüebli «Karotte», zu Rueb(e), Rüebe «grosse Rübe jeglicher Art; Zuckerrübe»
- Schänkeli «in Fett gebackenes Gebäck aus Mehl, Milch, Eiern und Butter», zu Schänkel «Schenkel»
- Schüüfeli «Schulterblatt des Schweins», zu Schuufle «Schaufel»
- Schwigerli-Schwöögerli «Stiefmütterchen» (Pflanzenname), zu Schwiger «Schwiegervater» und Schwooger «Schwager»
- Täfeli, Dääfeli «Bonbon»,  zu Taf(e)le «Tafel, viereckige Platte oder Fläche»

Die Grundform kann auch ganz verschwunden sein, so bei
- Aabäissi, Aawäisi, (H)ambeiss(g)i, (H)ambitzgi, Umbäissgi, Wurmöisli in den Mundarten von Bern und Freiburg bis ins Sarganserland und vom Urnerland bis ins Zurzachbiet für «Ameise», wogegen im Nordwesten, Nordosten und Süden nicht diminuierte Wortvarianten gebraucht werden[13]
- Beieli, Byyli «Biene», zu nur noch seltenem Byy «Bienenschwarm»
- Egli «(Fluss-)Barsch», ursprünglich spezifischer «kleiner Flussbarsch»
- Fäärli «Ferkel», zu mittelhochdeutsch varch «Schwein»
- Gänterli «Schrank, Schränkchen; Speisekammer», zu veraltetem Gänter «Verschluss; Verschlag»
- Gspäändli «Gefährte/Gefährtin, Kollege/Kollegin», zu heute veraltetem Gspaane mit der gleichen Bedeutung[14]
- Hämmli, Hemmli, Hömmli in den westlichen und innerschweizerischen Mundarten für «Hemd», zu dem in den andern Mundarten durchaus geläufigen gleichbedeutenden Hämp, Hemp, Hemd
- Läckerli (Basler Läckerli, Züriläckerli), ein Lebkuchen- oder Marzipangebäck, letztlich am ehesten zu mittelhochdeutsch lëcken «lecken»
- Mäitli, Meitschi «Mädchen», zu frühneuhochdeutsch Meid «Maid», seinerseits zu mittelhochdeutsch maged «Mädchen»
- Müntschi, Muntschi «Kuss», zu schweizerdeutsch ausgestorbenem «Mund»
- Rööteli «Rotkehlchen», «Seesaibling», «Schlüsselblume», «Kirschenlikör», zu nur noch seltenem Röötel «etwas Rotes (beispielsweise ein Rothaariger)»
- Zältli «Bonbon» (besonders Region Zürich), zu nur noch im Kanton Glarus lebendigem Zälte «Zelten, flacher Kuchen»

Nie existiert hat eine Grundform zu dem aus französisch pensée übersetzten
- Dänkeli «Stiefmütterchen» (Pflanzenname)

-li ist in einigen Fällen eine volksetymologische Umdeutung:
- Peeterli «Petersilie», umgedeutet aus lateinisch/griechisch petroselīnum, petroselīnon «Felseneppich, Steineppich»
- Viöönli, Veieli «Veilchen», umgedeutet aus lateinisch viola «Veilchen, Levkoje»
- Zoggeli «Zoccoli», manchmal als Diminutiv interpretiert, ist Übernahme von italienisch zoccoli, Plural von zoccolo «Holzschuh»

## Gebrauch bei anderen Wortarten
Bei anderen Wortarten ist der Gebrauch der Verkleinerung mittels des suffigierten -li ausschliesslich verniedlichend und meist kindersprachlich oder ironisch. Mit der Diminuierung ist manchmal die formale Substantivierung des betreffenden Wortes verbunden.

### Fragepronomen
Aus der ganzen Deutschschweiz bezeugt sind verkleinerte Fragewörter, wobei diese oft verdoppelt werden:
- Waaseli(waas) wottsch dänn? «was willst du denn?»
- Wääreli(wäär) säit das? «wer sagt das?»

Als Hiattilger kann ein -d- oder -n- eingefügt werden:
- Woodeliwoo (wooneliwoo) isch es? «Wo ist es?»

### Personalpronomen
Für verschiedene Mundarten sind Verkleinerungsformen von Personalpronomen bezeugt.
In der Anrede gibt es diminuiertes du in den Formen duuli, duueli, duili, döüeli bezeugt:
- Duuli, chum glyy zue-n-is! (Luzern)
- Duuli, bis doch au so guet! (Luzern)
- Duili!, zärtliche Anrede (Nidwalden)
- E döüeli! «ei du Kleines!» (Engelberg)

Darüber hinaus tritt auch redupliziertes duulidu auf.
«Besonders kosend an Kinder» gibt es diminuiertes myyn in der Form myyseli (Zürich). Das Diminutiv myyneli oder myynelis gibt es überdies als euphemistische Interjektion des Schmerzes, der Überraschung und des Mitleids, etwa o du myyneli! (Bern, Glarus, Zürich), ach myyneli! (Zürcher Oberland) oder e myynelis nei! (Bern), jeweils verhüllend für myyn Gott.

### Adjektive
Der Normalsprache gehören die Gebäckbezeichnungen Brunsli und Guetsli, Gueteli, Güetsi an, welche nichts anderes als die diminuierten Adjektive bruun «braun» und guet «gut» sind, wobei die Formen mit inlautendem -s- eine Verbindung des Nominativs des starken Neutrums mit dem Diminutivsuffix sind (etwas Bruuns, Guets + -li).
Nur gegenüber Kleinkindern werden Bildungen wie warmeli haa «warm haben» oder ischt das guetili? «ist das gut?», bis stillili! «sei still!» gebraucht.

### Adverbien
Verniedlichend ist Diminuierung bei Adverbien in Fällen wie:
- sooli (soodeli, sooneli, sooseli), das wäärs «so, das wär’s»[21]
- sevili «so viel»[20]
- e chlyyseli «ein klein wenig», diminuiertes e chlyy «ein wenig»[22]

Vexierender Gebrauch findet sich in den folgenden Beispielen:
- als Geschenk oder Mitbringsel e goldigs Nüüteli (Nünteli) oder es Läärhäigängeli heimbringen, «ein goldenes kleines Nichts, ein kleines Leer-heim-Gehen»[23]
- es Hättigäärneli oder Hätteligäärn «ein kleines Ich-hätte-Gerne»[24]

### Interjektionen
Verbreitet bezeugt ist verniedlichend-kindersprachlich diminuiertes ää in Ääli mache und es Ääli gää «eine liebkosende Gebärde machen bzw. geben, besonders Wange an Wange schmiegen».

## Verkleinerungsformen des Verbs
Die reguläre Diminuierung bei Verben geschieht mittels der Endung -le, -ele oder -erle, zum Beispiel bräätle/bröötle «grillieren», bädele «(als Freizeitvergnügen) baden», lädele «shoppen», sändele «im Sandkasten spielen», sünnele «sich sonnen», schneie(r)le «leicht schneien», lismerle «vor sich hin stricken». Auch hier gehörte das l ursprünglich zum Substantiv, von dem das Verb abgeleitet ist, und wurde erst sekundär als Suffix reinterpretiert.

## Weblink
- André Perler: Verkleinerungsformen im Schweizerdeutschen. In: srf.ch vom 5. Januar 2023.